# Heylshof

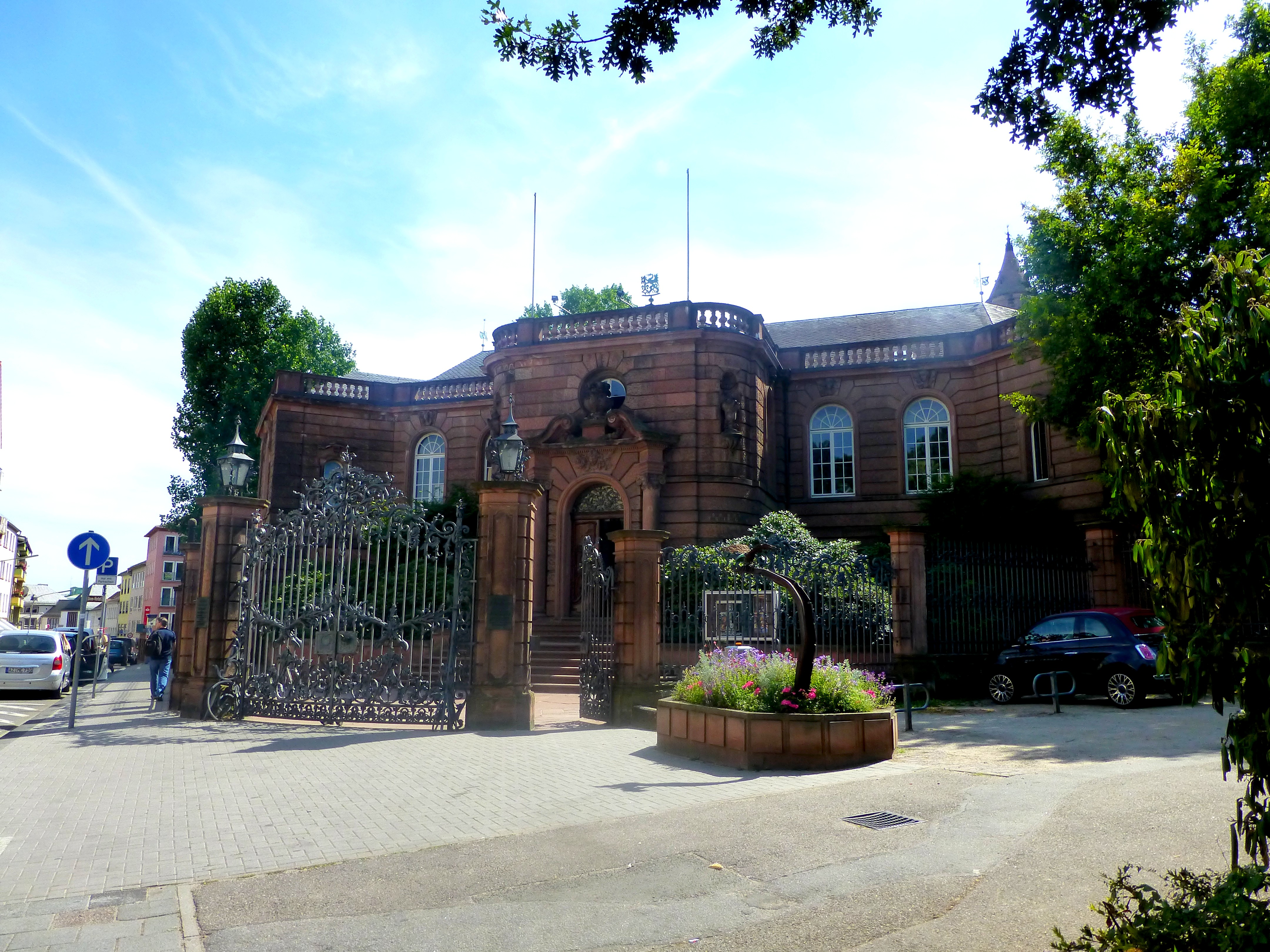
Buste de Heyl dans le jardin du Heylshof

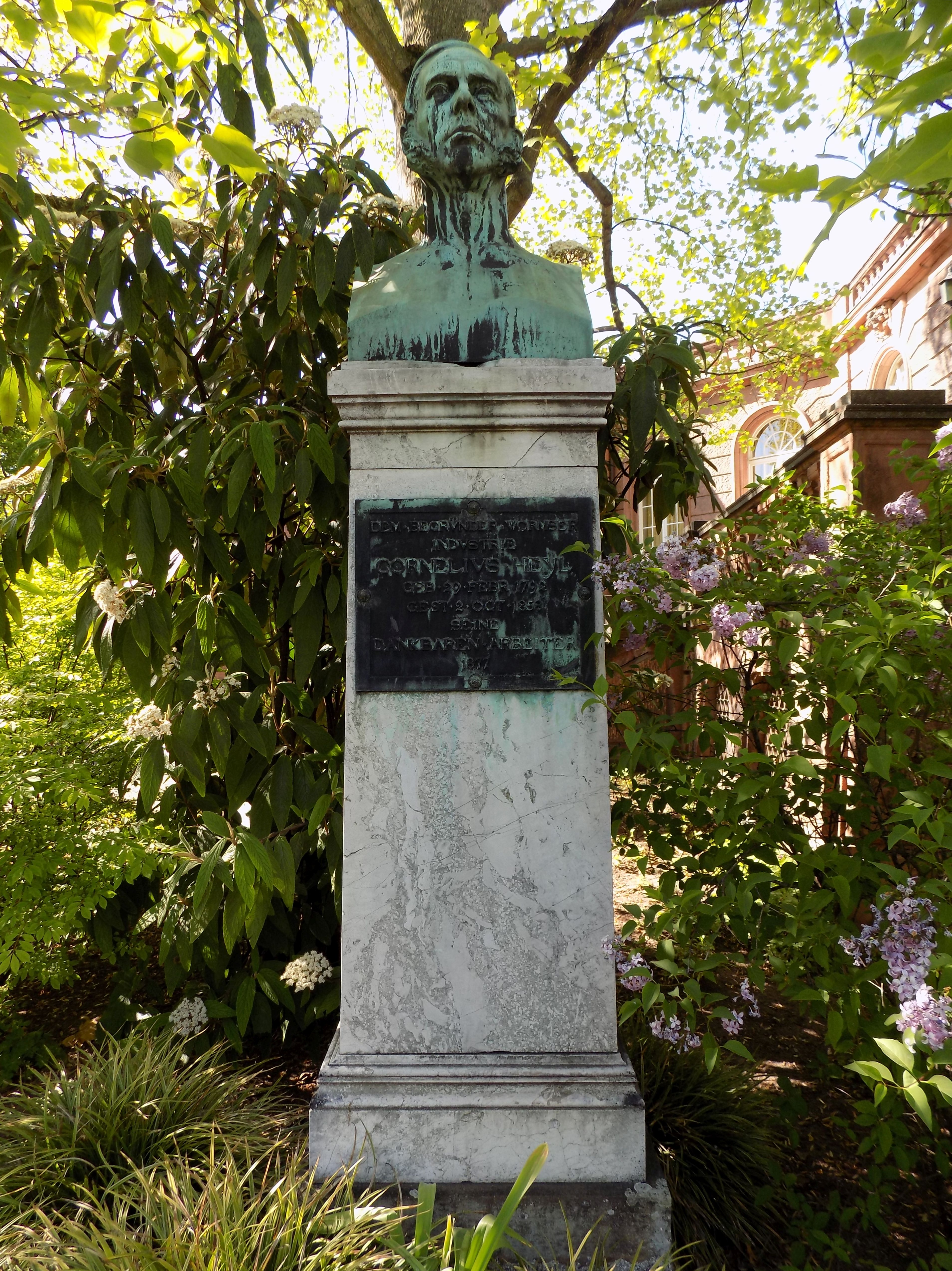
Le Heylshof à Worms

Le Heylshof est un musée sous protection du patrimoine culturel doté d'un jardin généreusement aménagé dans la ville de Worms en Rhénanie-Palatinat.

## Histoire
Le bâtiment représentatif a été créé entre 1881 et 1884 par l’architecte suisse Alfred Friedrich Bluntschli (en), élève de Semper, dans le style néo-baroque, qui servit Cornelius Wilhelm Heyl, son épouse Sophie von Heyl à Herrnsheim (née Stein) et leurs enfants comme palais après que le demeure Heyls-Schlößchen (de) était devenu trop petit. Cornelius Wilhelm von Heyl et son épouse, la dame Sophie von Heyl, ont légué le bâtiment et le jardin à la ville de Worms.
Le bâtiment a été démoli au printemps 1945 lors d'un raid aérien et restauré (un étage seulement) avec un toit en croupe. Depuis 1961, il est à nouveau accessible au public en tant que Kunsthaus Stiftung Heylshof. 

## Usage actuel

### Bâtiment
Le Heylshof est aujourd'hui surtout un musée de la ville de Worms. Depuis 1925, la collection d'art de la famille Heyl y est présentée: des peintures allemandes, françaises et néerlandaises, de la porcelaine et de la céramique, qui, grâce à leur transport dans des lieux sûrs, ont survécu aux dégâts de la guerre. Le Heylshof remplit également d'autres fonctions, comme lors des Nibelungenfestspiele Worms où son espace est utilisé comme un foyer de théâtre. De plus, il y a des expositions qui changent régulièrement, incluant des artistes contemporains.

### Extérieur

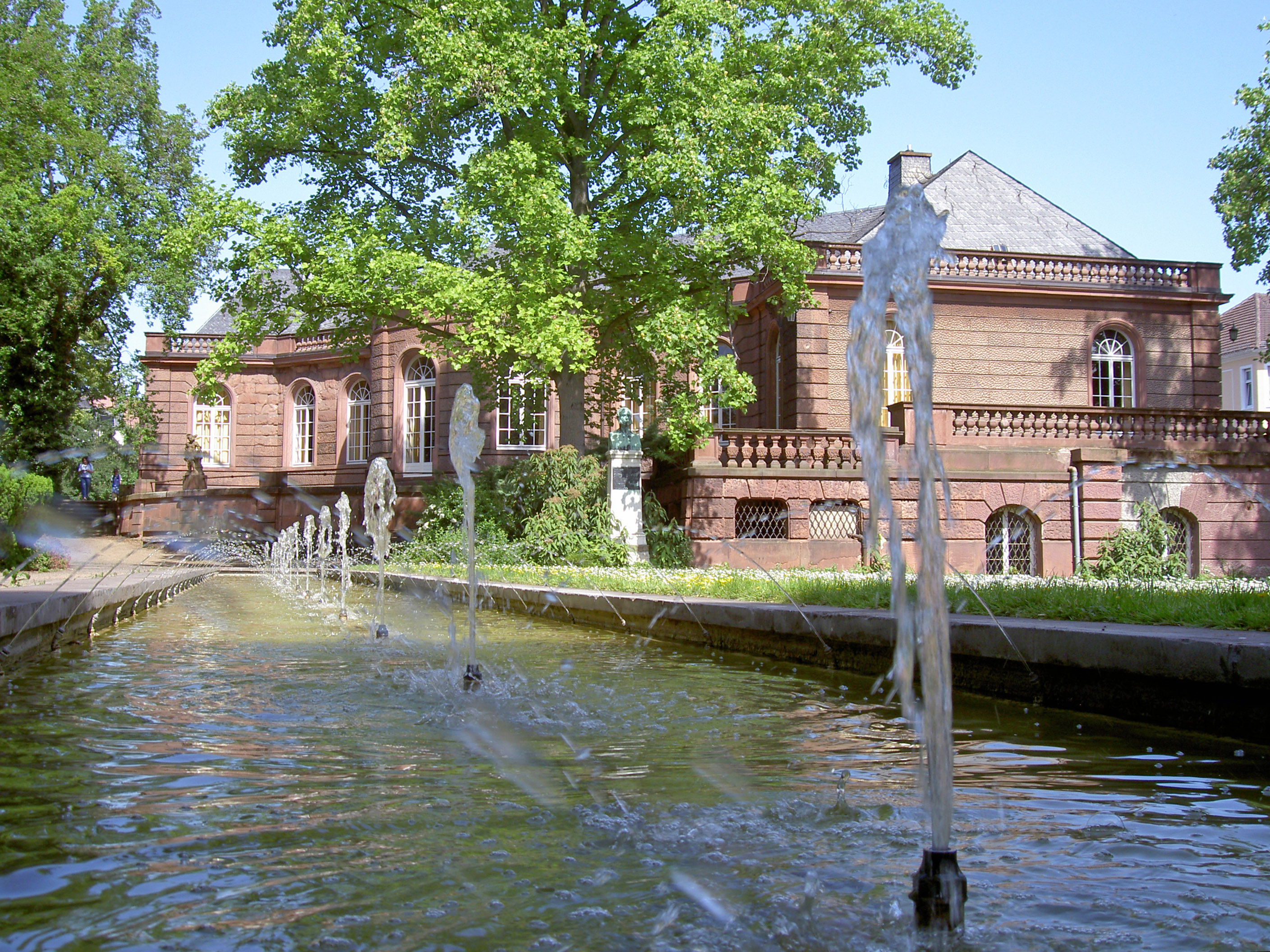
Dans le jardin,
vue vers la terrasse sud-est

Derrière la clôture en fer forgé mène un escalier au portail situé sur le bâtiment avec des vantaux en bois sculptés du sculpteur Lorenz Gedon (de), ainsi que l'escalier intérieur.
Dans le jardin, il y a une entrée de la cathédrale datant de 1719 (aujourd'hui barrée). En outre, des fragments de sculptures sont préservés, ainsi qu'une partie des fortifications de la ville médiévale du côté nord-ouest avec la fontaine d'Hercule (de). Le monument commémoratif érigé en 2017, Les grandes chaussures de Luther (de), est situé à l'extrémité orientale du jardin.